# Antonio Rodríguez Basulto
Antonio Rodríguez Basulto (Adanero; 16 de abril de 1945) es un político español, alcalde de Alfaro entre 1979 y 1983 y, posteriormente, el segundo presidente de la comunidad autónoma de La Rioja, cargo que desempeñó entre enero y mayo de 1983.

## Biografía

### Inicios y formación
Nacido en el municipio de la provincia de Ávila, Adanero en el año 1945.
Realizó sus estudios en Alfaro y en Zaragoza, donde se Diplomó en Tecnología de alimentos por la IOAT, y también es Técnico Superior en Dirección y Gestión de Marketing por la Escuela Internacional de Negocios (CESTE).
Al finalizar sus estudios, tiempo más tarde comenzó a trabajar como Director Técnico en diversas fábricas de conservas en diferentes puntos del país como en Badajoz, Murcia, Navarra y La Rioja. Dos años más tarde regresó a Alfaro, y fundó varias cooperativas y sociedades alimentarias como Diasa Industrial y en el año 1975 creó los Laboratorios Lac (del que actualmente es presidente).

### Carrera política
Tras la llegada de la Transición Española, Antonio Rodríguez entró en el mundo de la política siendo miembro de Partido Socialista Obrero Español (PSOE), donde se presentó a las elecciones municipales españolas de 1979 y logró ser el primer Alcalde democrático del pueblo en el que residía, Alfaro. Durante esta época fue diputado provincial en la Diputación de Logroño y también se presentó a las Elecciones al Parlamento de La Rioja de 1983 donde logró su escaño. Al ser un político a nivel autonómico ese mismo año en el mes de noviembre fue elegido como nuevo y segundo Presidente del Gobierno de La Rioja donde sucedió en el cargo al anterior presidente Luis Javier Rodríguez Moroy, y donde Antonio Rodríguez solo gobernó la comunidad durante seis meses debido a la provisionalidad de su nombramiento hasta las primeras elecciones para nombrar al presidente electo José María de Miguel Gil el día 30 de mayo de 1983.
Durante su paso por la Presidencia de la Comunidad Autónoma de La Rioja Antonio Rodríguez, le pidió al entonces Ministro de Defensa de España, Narcís Serra Serra, un nuevo emplazamiento para las instalaciones militares situadas en la ciudad de Logroño.
Tres años más tarde de haber dejado la política autonómica en 1986, volvió a la municipal presentándose a las municipales de ese año donde fue concejal en el Ayuntamiento de Alfaro.